# Степківська сільська рада (Первомайський район)
Сте́пківська сільська́ ра́да — орган місцевого самоврядування в Первомайському районі Миколаївської області. Адміністративний центр — село Степківка.

## Загальні відомості
- Населення ради: 2 783 особи (станом на 2001 рік)

## Населені пункти
Сільській раді підпорядковані населені пункти:
- с. Степківка
- с. Жовтневе
- с. Зелені Кошари
- с-ще Садибне
- с. Степове

## Склад ради
Рада складається з 16 депутатів та голови.
- Голова ради: Дудко Віктор Миколайович
- Секретар ради: Грабчук Антоніна Анатоліївна

### Керівний склад попередніх скликань
| Прізвище, ім'я, по батькові | Основні відомості                                                         | Дата обрання | Дата звільнення |
| --------------------------- | ------------------------------------------------------------------------- | ------------ | --------------- |
| Дудко Віктор Іванович       | Сільський голова, 1957 року народження, безпартійний                      | 26.03.2006   | 31.10.2010      |
| Дудко Віктор Миколайович    | Сільський голова, 1957 року народження, освіта вища, член Партії регіонів | 31.10.2010   |                 |

Примітка: таблиця складена за даними сайту Верховної Ради України

### Депутати
За результатами місцевих виборів 2010 року депутатами ради стали:

#### За суб'єктами висування
| Суб'єкт висування           | Кількість обраних депутатів | %    |
| --------------------------- | --------------------------- | ---- |
| Партія регіонів             | 10                          | 62,5 |
| Самовисування               | 5                           | 31,3 |
| Комуністична партія України | 1                           | 6,3  |

#### За округами
| № округу                    | Прізвище, ім'я, по батькові       | Дата визнання обраним | Освіта             | Партійна приналежність            | Відомості про обраного депутата                  |
| --------------------------- | --------------------------------- | --------------------- | ------------------ | --------------------------------- | ------------------------------------------------ |
| Комуністична партія України |                                   |                       |                    |                                   |                                                  |
| 3                           | Балашенков Олександр Петрович     | 02.11.2010            | середня спеціальна | член Комуністичної партії України | ДПДГ «Зоряне», зав.майстернею                    |
| Партія регіонів             |                                   |                       |                    |                                   |                                                  |
| 1                           | Бахтеєва Лариса Юріївна           | 02.11.2010            | вища               | член Партії регіонів              | пенсіонер                                        |
| 4                           | Білявський Олександр Дмитрович    | 02.11.2010            | середня            | член Партії регіонів              | ДПДГ «Зоряне», слюсар машиніст                   |
| 6                           | Мисьєва Ольга Іванівна            | 02.11.2010            | вища               | член Партії регіонів              | ДНЗ «Малятко», завідувачка                       |
| 8                           | Грабчук Антоніна Анатоліївна      | 02.11.2010            | вища               | член Партії регіонів              | Степківська сільська рада, секретар              |
| 9                           | Дідух Ігор Валентинович           | 02.11.2010            | вища               | член Партії регіонів              | ТОВ «Альтернатива», головний агроном             |
| 10                          | Ляшок Лариса Василівна            | 02.11.2010            | середня спеціальна | член Партії регіонів              | Степківська загальноосвітня школа, вчитель       |
| 12                          | Польовий Володимир Григорович     | 02.11.2010            | середня спеціальна | член Партії регіонів              | ДПДГ «Зелені Кошари», бригадир тракторного парку |
| 14                          | Яворський Олександр Миколайович   | 02.11.2010            | середня спеціальна | член Партії регіонів              | ДПДГ «Зелені Кошари», водій                      |
| 15                          | Мартиняк Оксана Володимирівна     | 02.11.2010            | середня спеціальна | член Партії регіонів              | ДПДГ «Зелені Кошари», інженер                    |
| 16                          | Шидловський Леонід Трохимович     | 02.11.2010            | середня            | член Партії регіонів              | ДПДГ «Зелені Кошари», водій                      |
| Самовисування               |                                   |                       |                    |                                   |                                                  |
| 2                           | Тарасенко Валерій Павлович        | 02.11.2010            | вища               | член Партії регіонів              | ДПДГ «Зоряне», енергетик                         |
| 5                           | Журавльов Олександр Володимирович | 02.11.2010            | середня            | позапартійний                     | ДПДГ «Зоряне», тваринник                         |
| 7                           | Лось Іван Альбінович              | 02.11.2010            | середня спеціальна | позапартійний                     | Степківська загальноосвітня школа, охоронець     |
| 11                          | Паша Лариса Петрівна              | 02.11.2010            | вища               | позапартійна                      | тимчасово не працює                              |
| 13                          | Майстренко Олена Олександрівна    | 14.11.2010            | середня спеціальна | член Народної партії              | Дошкільний дитячий заклад «Ромашка», вихователь  |